# جیمز شرلی
جیمز شرلی (انگلیسی: James Shirley؛ سپتامبر ۱۵۹۶ – اکتبر ۱۶۶۶) نمایشنامه‌نویس و شاعر اهل انگلستان بود.